# Clubiona ezoensis
Clubiona ezoensis là một loài nhện trong họ Clubionidae.
Loài này thuộc chi Clubiona. Clubiona ezoensis được miêu tả năm 1987 bởi Hayashi.